# Сапетка (тип улья)
Сапе́тка (перс. > тур., крым.-тат. säpät, черкесск. — корзина) — куполообразный плетёный улей без дна, использовавшийся в низменностях и предгорьях Северного Кавказа и в Подкарпатской Руси. Изготавливается из ветвей ивы или орешника, из камыша или рогоза, соломы. Изнутри и снаружи обмазывается глиной с навозом. Высота около 70 см, диаметр полметра.
После посадки пчелиного роя сапетку устанавливают прямо на землю, часто выкапывая в ней небольшую ямку для увеличения объёма улья. Леток располагается на уровне земли или выше. Осенью сапетки с наибольшим количеством мёда освобождают от пчёл, закуривая их сернистым газом. Все соты выламывают и сортируют для последующей обработки.
В СССР, к 1937 году, вместе с другими видами неразборных ульев (колодой и дуплянкой), сапетка была вытеснена ульями рамочной системы.